# Spathiphyllum blandum
Spathiphyllum blandum Schott – gatunek wieloletnich, wiecznie zielonych roślin zielnych z rodzaju skrzydłokwiat, z rodziny obrazkowatych, występujący w Belize, Gwatemali i Hondurasie w Ameryce Środkowej, zasiedlający równikowe lasy deszczowe.